# 수에시오네스족

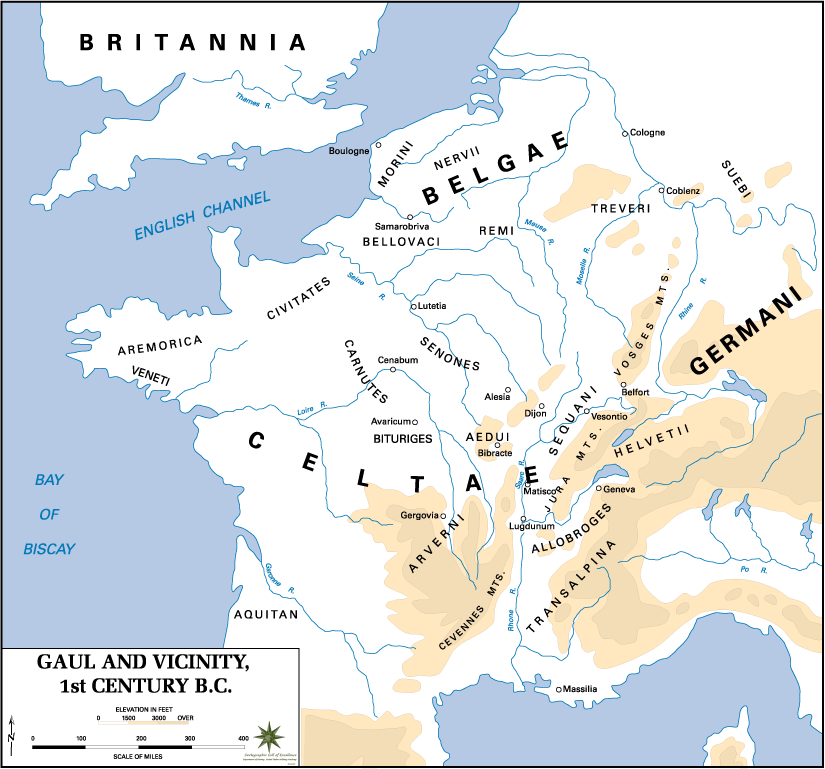
기원전 1세기경의 갈리아 부족의 세력

수에시오네스족 또는 수에소네스족은 기원전 1세기경 갈리아 북동쪽에 살던 벨가이 부족 중의 하나로 오늘날 프랑스 수아송을 중심지로 외세 강과 마르네 강사이의 지역에 살았다.
기원전 57년 율리우스 카이사르의 갈리아 정복 때 로마에 복속되었다. 카이사르의 《갈리아 전쟁기》 제2권에 따르면 수에시오네스족은 예전에 갈리아에서 가장 유력한 왕 디비키아쿠스를 배출한 부족으로 당시에는 갈바가 지배하고 있었다. 카이사르는 수에시오네스족의 중심 도시를 노비오두눔이라고 불렀는데 프랑스 고고학자 보빌레의 발굴에 따르면, 이 도시는 수아송에서 서북쪽으로 4킬로미터 떨어진 포미에르 고지에 있었던 것으로 추정된다.

## 같이 보기
- 갈리아의 부족들
- 갈리아 전쟁